# Kwaterunek
Kwaterunek – dawniej mieszkanie przydzielone przez właściwy organ rady narodowej nakazujący właścicielowi domu lub mieszkania wynajęcie danego lokalu osobie, która otrzymała taką decyzję. Umowa najmu zawiązywała się z mocy prawa z chwilą wydania decyzji o przydziale mieszkania.